# Tompa István (író)
Tompa István (Tatrang, 1924. február 9. – Kolozsvár, 1996. október 29.) romániai magyar közgazdász, politikus és író.

## Életútja
Református családban született Tompa Miklós és Neumann Erzsébet házasságából. Mindkét szülője orvos volt. Felsőfokú tanulmányokat a Bolyai Tudományegyetemen folytatott a Közgazdaságtudományi Karon, 1948-ban diplomázott. 1952-től középszintű pártvezetői beosztásokban dolgozott mint közgazdász. 1952–1956 közt a Pénzügyminisztériumban volt vezérigazgató, 1956–1975 közt a Tartományi Néptanács, majd a Megyei Tanács alelnöke, később a Megyei Tanács kereskedelmi igazgatója. 1984-ben vonult nyugalomba. Az 1989-es romániai forradalom után szerepet vállalt az újraszerveződő romániai magyar politikai életben: az 1990-es évek elején az RMDSZ Kolozs megyei szervezetének választmányi tagja, belvárosi szervezetének elnöke volt.
Már az 1950-es évektől kezdve írt, s publikált novellásköteteket, regényeket. 1995-ben Hogyan történhetett címmel jelent meg Kolozsváron önéletrajzi regénye, melyben számos kérdésre rávilágít az 1959-ben megszüntetett Bolyai Tudományegyetem történetével és Szabédi László egyetemi oktató tragikus sorsával kapcsolatban. Szabédi Lászlót 1959. március 1-jén nyilvános önbírálatra késztették, mely el is hangzott, ezt követően 1959. április 18-án öngyilkosságot követett el.

## Családja
Felesége László Gizella fotótechnikus, egy fiúgyermekük született, János (1954), aki szakorvos lett.

## Művei (válogatás)

### Novellák
- A másik arcvonal (Bukarest, 1959)
- Az elfelejtett ember (Bukarest, 1962)
- A mindennapi kenyér (Bukarest, 1967)

### Regények
- Köd és nap (Bukarest, 1967)
- Három Demeter I. (Bukarest, 1973)
- Három Demeter II. (Bukarest, 1980)
- Záróra előtt (Bukarest, 1989)
- Hogyan történhetett (Kolozsvár, 1995), Online hozzáférés

## Társasági tagság
- A Romániai Írószövetség tagja

## Díjak, elismerések
- Kolozsvári Írók Társaságának prózadíja (1981)